# Gore Obsessed
Gore Obsessed osmi je studijski album američkog death metal-sastava Cannibal Corpse. Diskografska kuća Metal Blade Records objavila ga je 25. veljače 2002. godine.

## Popis pjesama
| 1.    | »Savage Butchery«          | Alex Webster      | Jack Owen, Webster | 1:51 |
| 2.    | »Hatchet to the Head«      | Paul Mazurkiewicz | Pat O'Brien        | 3:34 |
| 3.    | »Pit of Zombies«           | Webster           | Webster            | 4:00 |
| 4.    | »Dormant Bodies Bursting«  | Mazurkiewicz      | Owen               | 2:02 |
| 5.    | »Compelled to Lacerate«    | Webster           | Webster            | 3:29 |
| 6.    | »Drowning in Viscera«      | Mazurkiewicz      | O'Brien            | 3:37 |
| 7.    | »Hung and Bled«            | Webster           | Webster            | 4:13 |
| 8.    | »Sanded Faceless«          | Mazurkiewicz      | O'Brien            | 3:52 |
| 9.    | »Mutation of the Cadaver«  | Webster           | Webster            | 3:10 |
| 10.   | »When Death Replaces Life« | Owen              | Owen               | 4:59 |
| 11.   | »Grotesque«                | Webster           | Webster            | 3:43 |
| 38:30 |                            |                   |                    |      |

## Zasluge
Cannibal Corpse
- Jack Owen - gitara
- Pat O'Brien - gitara
- Alex Webster - bas-gitara
- Paul Mazurkiewicz - bubnjevi
- George "Corpsegrinder" Fisher - vokali

Ostalo osoblje
- Vincent Locke - omot albuma
- Neil Kernon - produkcija, miks
- Alex McKnight - fotografije
- Ramon Breton - mastering
- Justin Leeah - inženjer zvuka